# Deák András (politikus)
Deák András (Budapest, 1951. március 26. – Budapest, 2007. október 20.) épületgépész, politikus, 2004-től haláláig országgyűlési képviselő volt.

## Élete
1973-1980 között a Budapesti Műszaki Egyetem gépészmérnöki karának hallgatója volt, itt diplomázott. Eleinte fejlesztőmérnökként dolgozott, később az Energiafelügyelet munkatársa lett – többek között a Paksi Atomerőmű műszaki biztonságtechnikai felügyeletében vállalt szerepet annak építésekor. Mindvégig megmaradt a biztonságtechnika területén, többek között vegy- és gyógyszeripari üzemek, veszélyes berendezések szakértői vizsgálatát végezte. Általános iskolában tanító feleségével hat gyermeket nevelt. Betegségben hunyt el.

## Politikai karrierje
1968-tól a Regnum Marianum Katolikus Közösség Egyesület tagja volt, a Nagycsaládosok Országos Egyesülete alapítója. 1989-ben lépett be a KDNP-be. 1994-ben Belváros-Lipótváros társadalmi megbízatású alpolgármestere lett. 1997. augusztus 30-án a győri alapítású Magyar Kereszténydemokrata Szövetség ügyvezető titkárává és fővárosi elnökévé választották. 1998 őszétől Budapest önkormányzatának közgyűlésében a Fidesz-MKDSZ frakciójának tagja, a közbeszerzési bizottság elnöke volt.
2002-ben egyéni jelöltként a fővárosi 16. számú választókörzetben indult, és 42,54%-kal, mintegy 15%-nyi hátránnyal másodikként végzett a szocialista Molnár Gyula mögött. 2003-tól kettős párttagságú. 2004-ben Isépy Tamás halála után lett parlamenti képviselő. Május 3-án tette le az esküt, ekkor az állandó kulturális- és sajtóbizottságban kapott helyet, majd novemberben a gazdasági és energiaügyi bizottság tagja lett.
A 2006-os választásokon az újbudai 15. választókerületben indult, amelynek ő volt az elnöke. Az első fordulóban a szavazatok 43,23%-át szerezte meg, majdnem 12%-kal megelőzve az MSZP helyi jelöltjét, Szabó Vilmost. A második fordulóban 52,56%-kal bejutott az új országgyűlésbe, ahol a KDNP-frakció tagjaként politizált. Halálát követően utódául a hasonló színekben induló Rétvári Bencét választották meg.